# Slovinci (narod)
Slovinci su malena zapadnoslavenska etnička skupina koja broji svega nekoliko stotina ljudi i nalazi se između jezera Gardno i Łebsko kod Słupska u poljskom pomeranskom vojvodstvu. Slovinci su zajedno s Kašubima gotovo nestali ostatak nekad brojnih Pomeranaca koji su se zbog izolacije uspjeli očuvati od asimilacije u Poljake. Druge dvije još manje zajednice pomeranskih Slavena su Kočevjaci (južno od Gdanjska) i Borovjaci kod grada Tuchola na području Tucholske šume (Bory Tucholskie).
Govorili su posebnim slovinskim dijalektom koji je prvi, kao poseban jezik, priznao njemački slavist i povjesničar Friedrich Lorentz (1901.). Slovinski dijalekt je zbog germanizacije posve izumro u ranom 20. stoljeću i do 1920. godine slovinska sela su jezično postala njemačka. Nakon Drugog svjetskog rata (1945.), kada je područje nekadašnje Pomeralije (dio Pomeranije gdje su Slovinci živjeli) potpalo pod Poljsku, mnogi Slovinci su zajedno s njemačkom populacijom otuda protjerani. 1950-tih godina još se jedino u selu Klucima (nekadašnji Klucken), očuvalo nešto slovinskih riječi.